# Daniele Varè
Daniele Varè (1880-1956) foi um diplomata e escritor italiano, famoso como autor da obra de ficção O fabricante das calças celestiais (1935) e de O diplomata que ri (1938), a sua autobiografia como diplomata. Foi embaixadora da Itália na China (1927-1931) e Dinamarca (1931-1932).

## Carreira
Entrou na diplomacia em 1907, serviu em Viena e na China como jovem secretário de ligação em 1912. Com o mesmo nível, estava em Berlim durante os anos da Primeira Guerra Mundial, e em Genebra na Liga das Nações (1920 -1923). Ocupou o cargo de Ministro da Itália no Luxemburgo (1926-1927) e novamente na China (1927-1931). Em 1928 assinou o Tratado de Comércio entre a Itália e a República da China com Chiang Kai-shek. Terminou a sua carreira como ministro na Dinamarca (1931-1932), já que foi aposentado antecipadamente pelo regime fascista, junto com vários outros diplomatas.
Então dedicou-se à atividade de escritor, publicando sobretudo em inglês, em 1935, The Maker of the Heavenly Trousers, uma breve história na China da época, bem como as seguintes: The Gate of the Happy Sparrowe The Temple of Costly Experience. O livro autobiográfico, que o tornou famoso, Laughing Diplomat, foi publicado em 1938.
Está sepultado no cemitério Campo di Verano.